# Desa Bancar (administrativ by i Indonesien, lat -7,98, long 111,45)
Desa Bancar är en administrativ by i Indonesien.   Den ligger i provinsen Jawa Timur, i den västra delen av landet, 500 km öster om huvudstaden Jakarta.